# 2006-os Formula–1 monacói nagydíj
A monacói nagydíj volt a 2006-os Formula–1 világbajnokság hetedik futama, amelyet 2006. május 28-án rendeztek meg a monacói Circuit de Monaco versenypályán, Monte Carlóban.

## Csütörtöki versenyzők

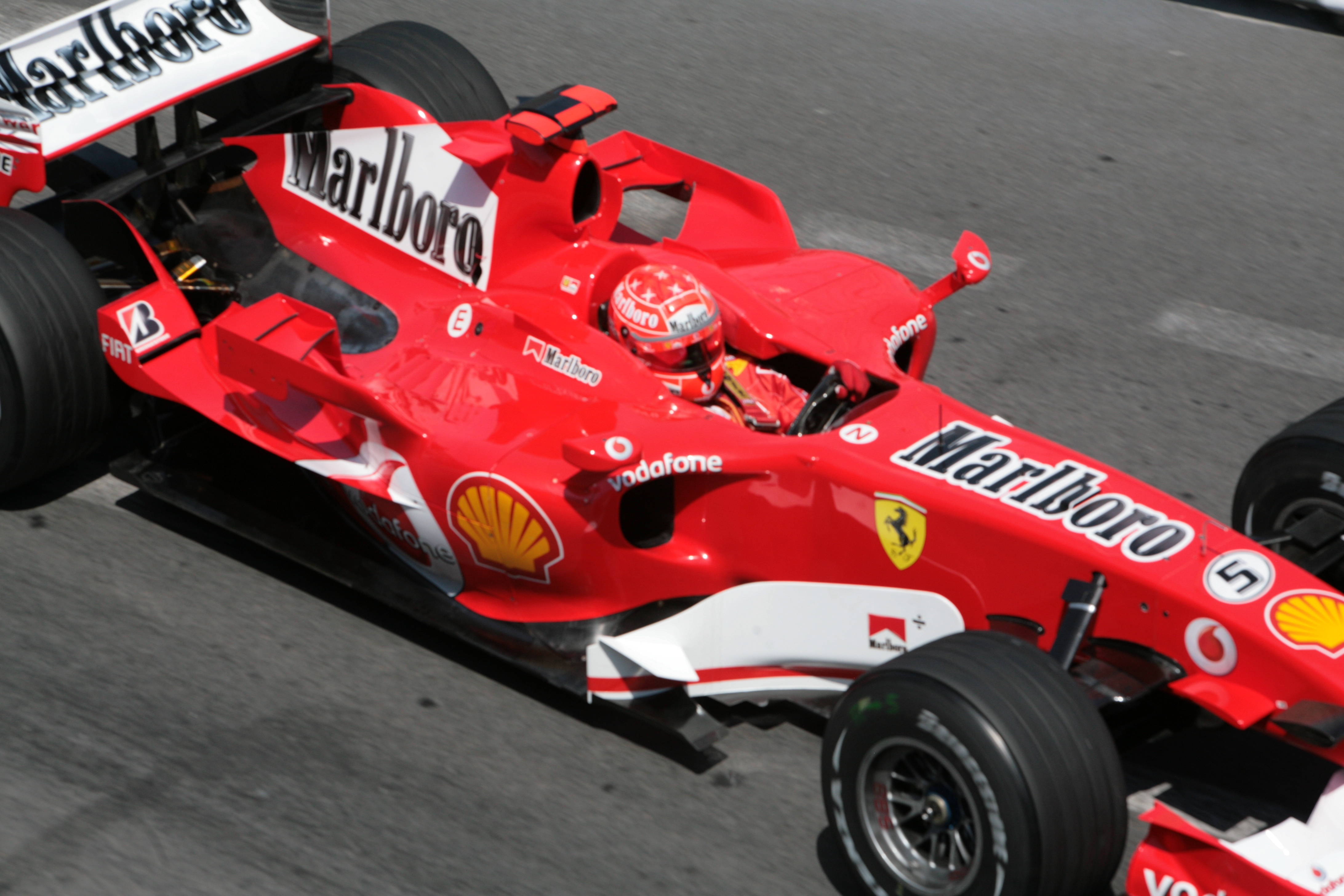
Michael Schumacher a monacói nagydíjon

| Versenyző        | Csapat/Motor        |
| ---------------- | ------------------- |
| Alexander Wurz   | Williams-Cosworth   |
| Anthony Davidson | Honda               |
| Robert Doornbos  | Red Bull-Ferrari    |
| Robert Kubica    | BMW Sauber          |
| Giorgio Mondini  | MF1-Toyota          |
| Neel Jani        | Toro Rosso-Cosworth |
| nem volt         | Super Aguri-Honda   |

## Időmérő edzés
A pole pozíciót eredetileg Michael Schumacher szerezte Alonso előtt. Idejét azonban az edzés után törölték, mivel bűnösnek találták manőverét a szűk Rascasse-kanyarban, melyben megállt az utolsó időmérő részben, elvéve ezzel a lehetőséget a többi versenyzőtől, hogy jó időt fussanak. Ezért a németnek a futamon a boxutcából kellett rajtolnia. Az első helyet így Fernando Alonso szerezte meg. Az utolsó helyről Massa indulhatott, mivel balesete miatt nem tudott mért időt menni az időmérő edzésen.
| Helyezés | Versenyző             | Csapat/Motor        | 1. rész    | 2. rész  | 3. rész  |
| -------- | --------------------- | ------------------- | ---------- | -------- | -------- |
| 1        | Fernando Alonso       | Renault             | 1:14.232   | 1:13.622 | 1:13.962 |
| 2        | Mark Webber           | Williams-Cosworth   | 1:14.305   | 1:13.728 | 1:14.082 |
| 3        | Kimi Räikkönen        | McLaren-Mercedes    | 1:13.887   | 1:13.532 | 1:14.140 |
| 4        | Juan Pablo Montoya    | McLaren-Mercedes    | 1:14.483   | 1:14.295 | 1:14.664 |
| 5        | Rubens Barrichello    | Honda               | 1:14.766   | 1:14.312 | 1:15.804 |
| 6        | Jarno Trulli          | Toyota              | 1:14.883   | 1:14.211 | 1:15.857 |
| 7        | David Coulthard       | Red Bull-Ferrari    | 1:15.090   | 1:13.687 | 1:16.426 |
| 8        | Nico Rosberg          | Williams-Cosworth   | 1:14.888   | 1:13.909 | 1:16.636 |
| 9        | Giancarlo Fisichella* | Renault             | 1:14.614   | 1:13.647 | 1:14.396 |
| 10       | Ralf Schumacher       | Toyota              | 1:14.412   | 1:14.398 |          |
| 11       | Christian Klien       | Red Bull-Ferrari    | 1:14.489   | 1:14.747 |          |
| 12       | Vitantonio Liuzzi     | Toro Rosso-Cosworth | 1:15.314   | 1:14.969 |          |
| 13       | Jenson Button         | Honda               | 1:15.085   | 1:14.982 |          |
| 14       | Jacques Villeneuve    | BMW Sauber          | 1:15.316   | 1:15.052 |          |
| 15       | Nick Heidfeld         | BMW Sauber          | 1:15.324   | 1:15.137 |          |
| 16       | Christijan Albers     | MF1-Toyota          | 1:15.598   |          |          |
| 17       | Tiago Monteiro        | MF1-Toyota          | 1:15.993   |          |          |
| 18       | Scott Speed           | Toro Rosso-Cosworth | 1:16.236   |          |          |
| 19       | Szató Takuma          | Super Aguri-Honda   | 1:17.276   |          |          |
| 20       | Franck Montagny       | Super Aguri-Honda   | 1:17.502   |          |          |
| 21       | Felipe Massa†         | Ferrari             | idő nélkül |          |          |
| 22       | Michael Schumacher‡   | Ferrari             | 1:15.118   | 1:13.709 | 1:13.898 |

* Giancarlo Fisichella az időmérő edzésen a negyedik helyet szerezte meg, de az utolsó részben feltartotta David Coulthardot, ezért megfosztották három leggyorsabb körétől, így 1:17.260-as idővel a kilencedik rajtkockából kezdhette meg a versenyt.
† Felipe Massa az időmérő edzés első részében összetörte autóját, így nem tudott mért kört futni.
‡ Michael Schumacher gyanús manővert hajtott végre a Rascasse-kanyarban, ezért összes mért körét törölték, és a boxutcából rajtolhatott.

## Futam
Fernando Alonso az első helyen végzett, Kimi Räikkönen és Mark Webber sokáig mögötte volt, azonban mindketten technikai hiba miatt kiestek. A versenyt több biztonsági autós szakasz is színesítette. A célba 16 versenyző ért be a 22-ből. A kiesők között volt Nico Rosberg, Christian Klien és Szató Takuma is. Schumacher az ötödik helyre ért fel a szűk városi pályán. A leggyorsabb kör is az övé lett, 1:15,143.
Alonso hat ponttal növelte előnyét Schumacherrel szemben.
| Helyezés | Rajtszám | Versenyző            | Csapat/Motor        | Futott kör | Idő/Kiesés oka | Rajthely | Pont |
| -------- | -------- | -------------------- | ------------------- | ---------- | -------------- | -------- | ---- |
| 1        | 1        | Fernando Alonso      | Renault             | 78         | 1h43:43.116    | 1        | 10   |
| 2        | 4        | Juan Pablo Montoya   | McLaren-Mercedes    | 78         | + 14.567       | 4        | 8    |
| 3        | 14       | David Coulthard      | Red Bull-Ferrari    | 78         | + 52.298       | 7        | 6    |
| 4        | 11       | Rubens Barrichello   | Honda               | 78         | + 53.337       | 5        | 5    |
| 5        | 5        | Michael Schumacher   | Ferrari             | 78         | + 53.830       | 22       | 4    |
| 6        | 2        | Giancarlo Fisichella | Renault             | 78         | + 1:02.072     | 9        | 3    |
| 7        | 16       | Nick Heidfeld        | BMW Sauber          | 77         | + 1 kör        | 15       | 2    |
| 8        | 7        | Ralf Schumacher      | Toyota              | 77         | + 1 kör        | 10       | 1    |
| 9        | 6        | Felipe Massa         | Ferrari             | 77         | + 1 kör        | 21       |      |
| 10       | 20       | Vitantonio Liuzzi    | Toro Rosso-Cosworth | 77         | + 1 kör        | 12       |      |
| 11       | 12       | Jenson Button        | Honda               | 77         | + 1 kör        | 13       |      |
| 12       | 19       | Christijan Albers    | MF1-Toyota          | 77         | + 1 kör        | 16       |      |
| 13       | 21       | Scott Speed          | Toro Rosso-Cosworth | 77         | + 1 kör        | 18       |      |
| 14       | 17       | Jacques Villeneuve   | BMW Sauber          | 77         | + 1 kör        | 14       |      |
| 15       | 18       | Tiago Monteiro       | MF1-Toyota          | 76         | + 2 kör        | 17       |      |
| 16       | 23       | Franck Montagny      | Super Aguri-Honda   | 75         | + 3 kör        | 20       |      |
| 17       | 8        | Jarno Trulli         | Toyota              | 72         | Hidraulika     | 6        |      |
| Ki       | 15       | Christian Klien      | Red Bull-Ferrari    | 56         | Váltóhiba      | 11       |      |
| Ki       | 10       | Nico Rosberg         | Williams-Cosworth   | 51         | Baleset        | 8        |      |
| Ki       | 3        | Kimi Räikkönen       | McLaren-Mercedes    | 50         | Hőszárny tűz   | 3        |      |
| Ki       | 9        | Mark Webber          | Williams-Cosworth   | 48         | Kipufogó       | 2        |      |
| Ki       | 22       | Szató Takuma         | Super Aguri-Honda   | 46         | Elektronika    | 19       |      |

## A világbajnokság állása a verseny után
| H | Versenyzők           | Pont | H | Konstruktőrök    | Pont |
| - | -------------------- | ---- | - | ---------------- | ---- |
| 1 | Fernando Alonso      | 64   | 1 | Renault          | 91   |
| 2 | Michael Schumacher   | 43   | 2 | Ferrari          | 55   |
| 3 | Kimi Räikkönen       | 27   | 3 | McLaren-Mercedes | 50   |
| 4 | Giancarlo Fisichella | 27   | 4 | Honda            | 29   |
| 5 | Juan Pablo Montoya   | 23   | 5 | BMW Sauber       | 14   |

## Statisztikák
A versenyben vezettek:
- Fernando Alonso 77 kör (1–23., 25–78)
- Mark Webber 1 kör (24.).

Fernando Alonso 12. győzelme, 12. pole pozíciója, Michael Schumacher 71. (R) leggyorsabb köre.
- Renault 30. győzelme.
- Ezen a futamon szerezte meg a Red Bull csapat az első dobogós helyezésüket.
- Itt állt utoljára Formula–1-es dobogón Juan Pablo Montoya.